# The Pogues
The Pogues – британський гурт, який працював у жанрі кельтік-панк, заснований Шейном МакҐованом у Кінгс-Крос, Лондон в 1982 році.  Гурт був заснований під назвою "Pogue Mahone" – англіцизованим ґельським виразом, що означає "поцілуй мене в дупу". Гурт набув міжнародної популярності в 1980-х — на початку 1990-х років, записавши кілька альбомів і синглів. МакҐован залишив гурт  в 1991 році через проблеми з алкоголем, але гурт продовжив свою діяльність — спочатку з Джо Страммером, а потім з Спайдером Стейсі на вокалі — до розриву в 1996 році. The Pogues знову відновили свою діяльність наприкінці 2001 року, після чого регулярно грали у Великій Британії та Ірландії, а також на Східному узбережжі США, аж до 2014 року. Гурт не записав жодного нового матеріалу під час другого періоду.
Для створення музики вони використовували традиційні ірландські інструменти, такі як вістл, банджо, мандоліна та акордеон.

## Історія

### Період до створення гурту: 1977-1982
Майбутні члени The Pogues вперше зустрілися, коли Шейн МакҐован (вокал), Пітер "Спайдер" Стейсі (вістл), і Джем Файнер (банджо) були разом у гурті під назвою The Millwall Chainsaws. The Millwall Chainsaws сформувались наприкінці 1970-х, після того, як МакҐован і Стейсі зустрілися в туалеті на концерті Ramones в The Roundhouse в 1977 році. МакҐован тоді був у складі The Nips, але, після розпаду в гурту 1980 році, він зосередився на The Millwall Chainsaws, які потім змінили свою назву на The New Republicans.

### Початок діяльності: 1982-1986
У 1982 році Джеймс Фернлі (акордеон), який був гітаристом у The Nips, приєднався до МакҐована, Стейсі і Файнера, формуючи гурт, у подальшому відомий як Pogue Mahone. Вони зіграли свій перший концерт у The Pindar of Wakefield 4 жовтня 1982 року.
Потім вони з'явилися на Gossips у Dean Street Soho 3 листопада 1983 року з синглами Trash Trash Trash і The Stingrays.
Пізніше до них долучились Кейт О'Ріордан (бас) і Ендрю Ракен (барабани). Гурт виступав у лондонських пабах і клубах і випустив сингл "Dark Streets of London" під власним лейблом, який отримав необхідну репутацію для живих виступів. Вони привернули увагу ЗМІ та Stiff Records під час їхнього туру 1984-го року. Скоротивши свою назву до "The Pogues", вони випустили свій перший альбом "Red Roses for Me on Stiff Records" у жовтні 1984-го року.
Гурт привертав дедалі більше уваги, особливо коли впливове музичне шоу The Tube зробило свою версію на відео "Waxie's Dargle". Під час виступу Спайдер Сейсі, розбивав у себе над головою ємність з пивом, тому цей виступ став улюбленим у глядачів. Хоча Stiff Records відмовилися випустити його як сингл, він залишався улюбленим запитом на шоу протягом багатьох років.
За допомогою продюсера Елвіса Костелло, вони записали альбом Rum Sodomy & The Lash в 1985-му році, коли до них приєднався гітарист Філіп Шеврон. Назва альбому є відомим висловом, який помилково приписується Уінстону Черчиллю, який нібито описував "справжні" традиції британського королівського флоту. Обкладинка альбому містила картину «Пліт ‘Медузи’» Теодора Жеріко, а обличчя персонажів у картині замінили на обличчя членів групи. Альбом показує, що група переходить до оригінального матеріалу. Шейн МакҐован написав багато пісень для альбому, і запропонував додати пісенні розповіді, такі як "The Sick Bed of Cúchulainn" та "The Old Main Drag", а також остаточні інтерпретації "Dirty Old Town" Евана Макколла і " And the Band Played Waltzing Matilda" Еріка Богла.
Гурт не зміг скористатися перпевагами, які постали перед ним завдяки сильному художньому та комерційному успіху другого альбому. Виконавці відмовилися записати ще один альбом. О'Ріордан одружилась і пішла з групи, її замінив басист Дерріл Хант. До того ж, до них приєднався мультиінструменталіст Террі Вудс. В  цей період (як і протягом усієї своєї кар'єри) поведінка їх вокаліста і головного композитора Шейна МакҐована не була задовільною. Їх лейбл Stiff Records збанкрутував незабаром після виходу синглу "The Irish Rover" (з The Dubliners). Члени групи, включаючи O'Ріордан, знімались у Straight to Hell Алекса Кокса, і п'ять їхніх пісень були використані як саундтреки.

### Основний успіх і розпад: 1987-1996
Гурт залишався достатньо стабільним, щоб записати "If I Should Fall From Grace with God» та Різдвяний хіт дуетом з Кирсті Маккол "Fairytale of New York". " Fairytale of New York " був випущена як сингл в 1987 році і досяг позиції №1 в ірландських чартах і позиції № 2 в британських. Пісня була класикою для свят у Великій Британії та Ірландії протягом багатьох років, а також була визнана найкращою різдвяною піснею 2004, 2005, та 2006 років(за опитуваннями музичного каналу VH1 UK). Вона також була обрана 27-ою у рейтингу найкращих пісень, які ніколи не досягали  позиції №1  у Великій Британії за іншим опитуванням VH1, а також обрана як 84-а найкраща пісня всіх часів за версією радіослухачів BBC Radio 2. У 2007 році запис був частково підданий цензурі ВВС через те, що слово "педик" може бути образливим для геїв. Після протестів слухачів, у тому числі матері Кирсті Макколл, цензура була скасована.
Гурт опинився на піку успіху і популярності, обидва альбоми увійшли топ-5 у Великій Британії (позиції 3 і 5, відповідно), але МакҐован ставав все більш ненадійним. Він не зміг з'явитися на відкриття туру по Америці 1988 року, не дозволив гуртові просунути свій альбом Hell's Ditch 1990 року, тому в 1991 році члени гурту вирішили вигнати його. Вокалістом на певний час став Джо Страммер. Спайдер Стейсі став постійним вокалістом після того, як Страммер залишив  гурт взимку 1991 року. Террі Вудс і Джеймс Фернлі залишили гурт дещо пізніше, і їх замінили Дейв Колтер і Джеймс МакНеллі відповідно. За декілька місяців потому, хвороба змусила Філа Шеврона покинути гурт; його замінив Джеймі Кларк. Цей склад записав сьомий і останній студійний альбом гурту Pogue Mahone. Альбом був комерційним провалом, і, після рішення Джема Файнера залишити гурт в 1996 році, решта членів зрозуміли, що прийшов час завершити їх діяльність. Згідно з Шейном МакҐованом, серед причин розпаду були розбіжності щодо політичної орієнтації його пісень, гурт не бажав співати занадто очевидні про-республіканські пісні — хоча деякі з їхніх попередніх пісень вже мали політичне забарвлення:  Streams of Whiskey — про поета і члена IRA Брендана Бехана. Незабаром після розпаду Shane MacGowan записав пісню під назвою Paddy Public Enemy Number One, щоб віддати належне республіканському лідеру Домініку Макглінчі, колишньому лідерові ІНЛА, убитому кілька років тому.

### Час після розпаду
Після розпаду The Pogues, три члени гурту (Спайдер Стейсі, Ендрю Ранкен і Дерріл Хант) протягом певного часом грали разом як Vendettas. Вони грали, в основному, нові пісні Стейсі, хоча Дерріл Хант також пропонував композиції. Також список пісень на виступах гурту містив кілька композицій The Pogues. Спочатку Ранкен, а потім Хант, залишили гурт. Хант став вокалістом та композитором в інді-гурті «Bish», чий дебютний альбом вийшов у 2001 році. Ранкен продовжує грати з багатьма іншими гуртами, включаючи hKippers , The Municipal Waterboard та The Mysterious Wheels . На додаток, Спайдер Стейсі подовжував писати та записувати музику з різними виконавцями та гуртами, включаючи Джеймса Уолбурна, Filthy Thieving Bastards, Dropkick Murphys та Astral Social Club.
Шейн МакҐован заснував Shane MacGowan and The Popes в 1992 році. Вони записали лише два студійні альбоми, проіснувавши до 2002 року. Його автобіографія A Drink With Shane MacGowan, написана разом з його дівчиною — журналісткою Вікторією Марі Кларк, вийшла у 2001 році. Джем Файнер захопився експериментальною музикою, брав у проекті, відомому як "Longplayer" — музичний твір, призначений для безперервного відтворення протягом 1000 років без повторення. У 2005 році Файнер випустив альбом Bum Steer з DB Bob. Джеймс Фернлі переїхав до Сполучених Штатів незабаром після виходу зі складу The Pogues. Він був членом оркестру «The Low And Sweet », а пізніше «Cranky George Trio». Філіп Шеврон відновив свою колишню групу The Radiators, у склад якого ненадовго увійшла Кейт О'Ріордан. Террі Вудс створив гур The Bucks разом з Роном Каваном, випустивши альбом Dancin 'To The Ceili Band в 1994 році. Пізніше він створив The Woods Band, випустивши альбом Music From The Four Corners of Hell в 2002 році.

### Відновлення діяльності: 2001-2014
Гурт, в тому числі і МакҐован, знову відновили свою діяльність для Різдвяного туру в 2001 році, а також виступили дев’ять разів у Великій Британії та Ірландії в грудні 2004 року. У 2002 році журнал Q назвав The Pogues одним з "50 гуртів, які варто побачити перед смертю". У липні 2005 року гурт зіграв на щорічному фестивалі Guilfest в Гілдфорді перед тим, як вилетіти до Японії. Японія — це останнє місце, де всі вони грали разом, перш ніж МакҐован був вигнаний у 1991 році. Вони грали в Іспанії на початку вересня. The Pogues виступили у Великій Британії з підтримкою Dropkick Murphys в кінці 2005 року, і знову випустили свій сингл "Fairytale of New York" 19 грудня, який увійшов у британський чарт на Різдво 2005 року під позицією №3, що демонструє тривалу популярність пісні. 22 грудня 2005 року BBC транслювало пряму трансляцію (записану минулого тижня) на Різдвяному шоу Джонатана Росса, де Кеті Мелуа грала замість Кирсті Маккол. Це був перший раз, коли гурт грав вживу на телебаченні. Наступного тижня вони виступали в прямому ефірі на популярному музичному шоу CD: UK.
Шейн МакҐован написав блог для вебсайту The Guardian в 2006 році, описуючи його думки про поточний тур.
Гурт був нагороджений на щорічній музичній премії Meteor Ireland Music Awards в лютому 2006 року. У березні 2006 року вони зіграли свої перші концерти у Сполучених Штатах з Шейном більш ніж за  15 років. Відбулися концерти у Вашингтоні, Атлантик-Сіті, Бостоні та Нью-Йорку. Пізніше вони відіграли концерти  в Сан-Франциско, Лас-Вегасі та Лос-Анджелесі у середині жовтня 2006 року, а в середині грудня 2006 року гастролювали в Глазго, Манчестері, Бірмінгемі, Лондоні, Дубліні та Ноттінгемі. Вони розпочали друге американське турне в березні 2007 року. 2007 рік виявився найбільш плідним роком з моменту возз'єднання: турне по західному узбережжю Америки і одинадцять концертів у Великій Британії. Вони продовжують користуватися великою популярністю, часто розпродаючи квитки навіть на дуже великі майданчики, незважаючи на критику і твердження, що арени та фестивалі не відповідають звуку гурту.
Гітарист Філ Шеврон заявив, що не планує записувати нову музику або випускати новий альбом. Шеврон сказав, що одним із способів продовжувати насолоджуватися тим, що вони робили, буде уникнення створення нового альбому. Тим не менш, він сказав, що в майбутньому все ще є можливість для нової музики, але, звичайно, не в найближчому майбутньому. Террі Вудс прокоментував, що МакҐован дещо написав, і більшість з написаного звучить добре. У 2008 році гурт випустив комплект Box Just Look Theme Straight in the Eye і Say .... POGUE MAHONE !!, який включав рідкісні студійні записи і раніше невиданий матеріал.
The Pogues отримали багато різних відгуків про деякі останні виступи, нерідко негативні, хоча вони продовжували притягувати натовп. Переглядаючи концерт у березні 2008 року, The Washington Post описував МакҐована як "пухкого». Рецензент продовжував: "Виступ почався хитко, МакҐован співав  „Вирушаючи туди, де течуть потоки віскі...“, і, схоже, він вже приїхав туди. Він став потужнішим через дві години і 26 пісень, в основному з перших трьох (і найкращих) альбомів The Pogues." У грудні 2010 року The Pogues (за підтримки Crowns) зіграли прощальний британський різдвяний тур.
У березні 2011 pokyThe Pogues влаштували шоу під назвою " A Parting Glass with The Pogues " в Чикаго, Детройті, Балтиморі, Вашингтоні, Бостоні та Нью-Йорку. Тільки три останні міста отримали більше ніж один концерт. Стейсі сказав: "Я думаю, ми впевнені, що це останній тур такого типу, який ми проводимо у Штатах.. Ми не говоримо, що це абсолютно, безумовно, кінець. "
У березні 2013 року The Pogues випустили 30:30: The Essential Collection, 2-дисковий набір з тридцятьма піснями та одинадцятьма відео. У жовтні 2013 року The Pogues випустили комплект з назвою Pogues 30, що містить покращені версії всіх їхніх студійних альбомів, а також раніше не виданий концертний альбом з Джо Страммером в грудні 1991 року.
Гітарист Філіп Шеврон помер 8 жовтня 2013 року в Дубліні, Ірландія, від раку стравоходу у віці 56 років.
У грудні 2013 року The Pogues вирушили у чотириденний британський різдвяний тур. Потім вони провели кілька додаткових шоу протягом весни і літа 2014 року. З тих пір, здається, що гурт припинив свою діяльність.
Останній виступ The Pogues у Британії відбувся 5 липня 2014 року на Британському Фестивалі Літнього Часу в лондонському Гайд-парку.
Останній виступ The Pogues відбувся 9 серпня 2014 року під час фестивалю "Fête du bruit dans Landerneau" у Ландерно, Бретань, Франція.
Про своє майбутнє з The Pogues, в інтерв'ю 24 грудня 2015 року з журналом Vice, коли інтерв'юер запитав, чи група ще активна, Шейн МакҐован сказав: "Ми не працюємо, ні", сказавши, що у 2001 року відбулося возз'єднання: «Я повернувся до [Pogues], і ми знову почали ненавидіти один одного», — додав: «Я не ненавиджу цих людей  - вони мої друзі. Я їх дуже люблю. Ми товаришували роками, до того як ми приєдналися до гурту. Ми лише трохи втомились один від одного. Ми друзі, поки ми не подорожуємо разом. З мене цього вистачить».

## Учасники
- Спайдер Стейсі — вокаліст, вістл (1982-1996, 2001-2014)
- Джем Файнер — банджо, мандоліна, саксофон, колісна ліра, гітара, вокаліст (1982-1996, 2001-2014)
- Джеймс Фірнлі — акордеон, мандоліна, піаніно, гітара (1982-1993, 2001-2014)
- Шейн МакҐован — вокаліст, гітара, банджо, боран (1982-1991, 2001-2014)
- Ендрю Ранкен — барабани, гармоніка, вокаліст (1982-1986, 2001-2014)
- Дерріл Хант — бас-гітара (1986-1996, 2001-2014)
- Террі Вудс — мандоліна, цистра, концертина, гітара, вокаліст (1986-1993, 2001-2014)
- Кейт О'Ріордан — бас-гітара, вокалістка (1982-1986)
- Філіп Шеврон — гітара, вокаліст (1985-1994, 2001-2013(помер))
- Джо Страммер — вокаліст, гітара (1991-1992, заміняв Філа Шеврона у турі 1987 року, помер в 2002)
- Дейв Колтер — мандоліна, віолончель, укулеле, ударні (1993-1996)
- Джеймс Макнеллі — акордеон, вістл, ударні (1993-1996)
- Джеймі Кларк — гітара, вокаліст (1994-1996)

## Дискографія
- Red Roses for Me (1984)
- Rum Sodomy & the Lash (1985)
- If I Should Fall from Grace with God (1988)
- Peace and Love (1989)
- Hell's Ditch (1990)
- Waiting for Herd (1993)
- Pogue Mahone (1996)

## Інше
У світі існує віскі с аналогічною назвою